# 年末年始
年末年始（ねんまつねんし）は、厳密な定義ではないが、1年の終わり（年末）から翌年の初頭（年始）の期間の総称である。（具体的な期間は使用する場面によって異なる）。
1年間の切り替わりについては年界と十二節を参照。
当項目では日本における年末年始を主題として解説している。

## 概要
例年12月25日から31日までのことを年末・年の暮れあるいは暮れ・年の瀬、1月1日から7日頃までのことは年始・年明け、新年、年始めと言うことがある。年末年始の過ごし方は文化圏によって異なる。
日本の場合、元日の前後数日間にわたって休日（連休）となることが多い。災害避難所になっている場合など一部を除いて、学校は冬休み、国や地方自治体の役所は後述の法令により12月29日から1月3日まで6連休となる。
1873年（明治6年）1月7日太政官布告第2号「休暇日ヲ定ム」によって、1月1日から3日まで（正月三が日）、6月28日から30日まで（夏越の大祓）、12月29日から31日まで（年越の大祓）が連休とされた。このうち、夏越の大祓の連休が実施直前の6月23日になって取り消されたため、残った年末年始の実質的な6連休が以降定着することになる。
この法令は1947年（昭和22年）を限りに失効しているが、その後も慣例となり、1988年（昭和63年）12月13日法律第91号「行政機関の休日に関する法律」によって、役所限定ではあるものの再び法的根拠を得ている。

## 交通
ゴールデンウィークやお盆と並んで、子供を連れて帰省したり、海外旅行（時節柄、ハワイなどの日本から近い温暖なリゾート地に行くことが多い）をする家族が多く、期間の初期や末期にはターミナル駅や空港が混雑したり、高速道路の一部区間が渋滞したりする。また、年末年始はスキーやスケートといったウィンタースポーツのシーズンでもあることから、それらのウィンタースポーツに出かける家族も多い。
海外旅行は近年はカップルや学生など若者が主流となっていて、子供連れは2001年のアメリカ同時多発テロ後、特に2004年以降は減少傾向である。
JRの特急回数券などの一部の特別企画乗車券が利用不可能になる繁忙期となる。ただし、日本に観光ビザで入国する外国人旅行者専用のジャパン・レール・パスと一部の特別企画乗車券は利用可能である。多くの公共交通機関では12月30日から1月3日の間、休日扱いのダイヤとなる。初詣の利便のため、大晦日から元日は終夜運転を行う事業者や、最終列車の繰り下げ・始発列車の繰り上げを行う事業者も多い。
また、年末年始は通常ダイヤと異なる特別ダイヤ（地域によっては大幅に減便されている）で運転される場合もある。年末年始についての公共交通機関は事業者により平日・休日の対応が分かれる。一方、青森市営バスなど、土曜・休日のみ利用可能な一日乗車券については、土曜・休日ダイヤで運行される平日は利用不可とする事業者もある。
貨物列車については、年末は運転本数が少なくなり、12月31日から1月3日までは多くの列車が運休となる。
しかしながら元日については、貨物のほか、長距離旅客の流動が少なくなる。この日に合わせて、列車の運休を伴う工事や調整を行うこともある。
ETC割引制度は、年末年始であっても平日・休日の区分はカレンダーの曜日に従っている（2008年 - 2009年実績）。なお、2021年 - 2022年の三が日は休日割引は対象外である。
月 - 金と土日祝で料金を分けているコインパーキングの場合、1月1日と元日の振替休日を除き、年末年始であっても、月 - 金と土日祝の区分はカレンダーの曜日に従っている場合がある（駐車場内の看板や貼り紙等に年末年始の料金に注記がある場合を除く）。例えば、銀行提携のコインパーキングの場合、銀行窓口の営業時間にあわせて、月 - 金の日中（主に8:00 - 15:00や8:45 - 15:00など）の駐車料金を高くしている場合がある。このため、1月1日と元日の振替休日以外の年末年始の月 - 金の8:00 - 15:00を含んだ時間帯に駐車した場合、高額な請求を受ける場合がある。

## 企業・店舗
多くの企業や店舗、観光施設でも、年末年始あるいは年末、年始のいずれかを休日としているところもあるが、年末年始の時期は、クリスマスや正月のお年玉や初売りなどに焦点を当てて、年末年始商戦をする業者も存在する。
帰省・Uターンラッシュを担う交通機関や、買い物・行楽客が訪れる物販・飲食店やホテル・旅館など、年末年始が書き入れ時となる職場の従業員などは、正月前から正月明けにかけて交代で休みを取り、混雑や料金が最ピークの正月時期を避けて旅行などをすることもある。

## 主なイベント

### 12月

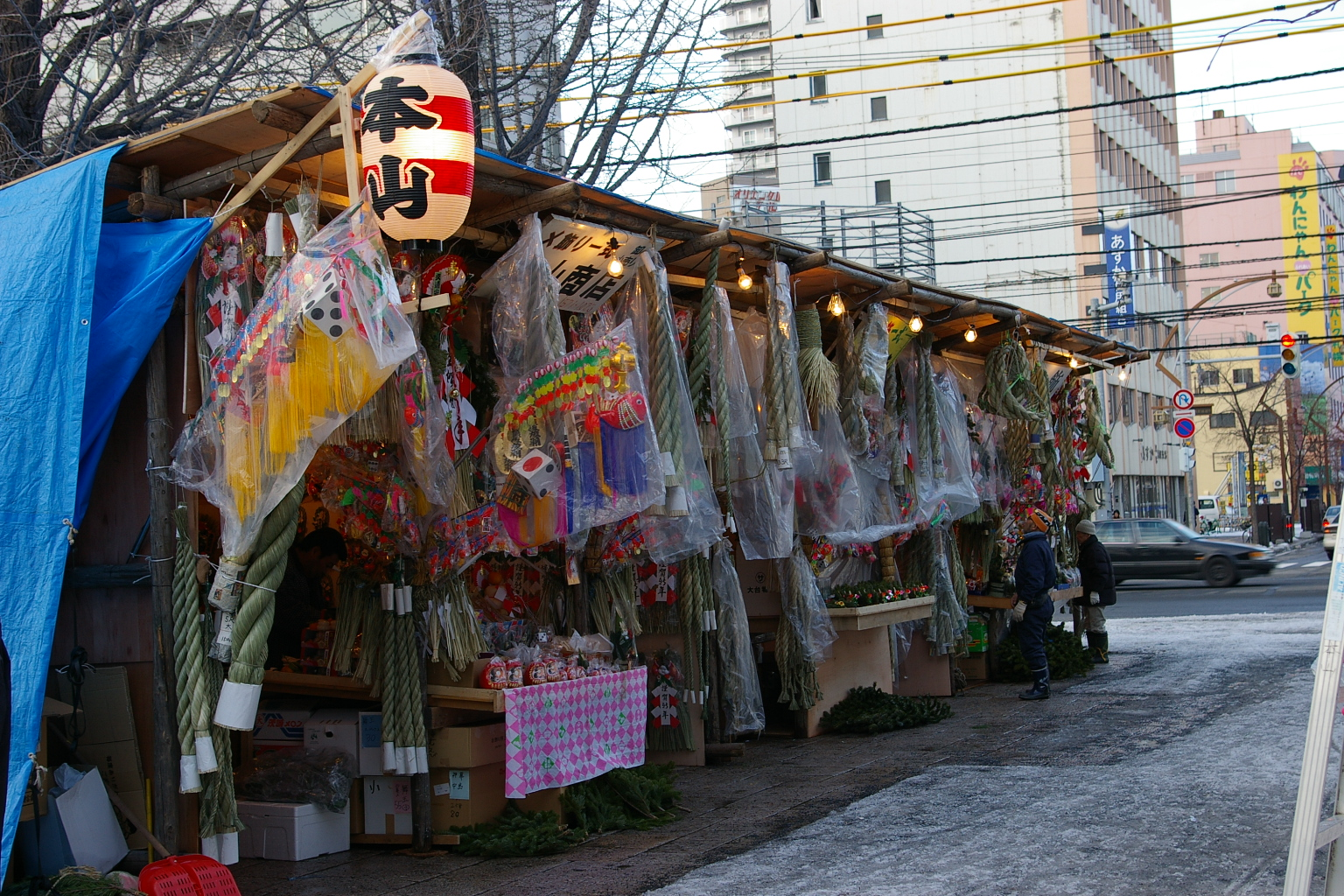
歳の市

- 御用納め（12月28日、当日が休日（土曜あるいは日曜）の場合は直前の平日）
- 大納会・金融機関の営業最終日（12月30日、当日が休日（土曜あるいは日曜）の場合は直前の平日）
- 大掃除
- 正月飾り - 松飾り（門松）、しめ飾り（しめ縄）、床の間飾り、神棚飾り・鏡餅
- KEIRINグランプリ（毎年12月30日に開催。全国中継される公営競技としては、年内最後のイベント）
- 大晦日（12月31日）
  - 年越し蕎麦
  - 除夜の鐘

### 1月
- 正月・新年・元日
  - 初日の出

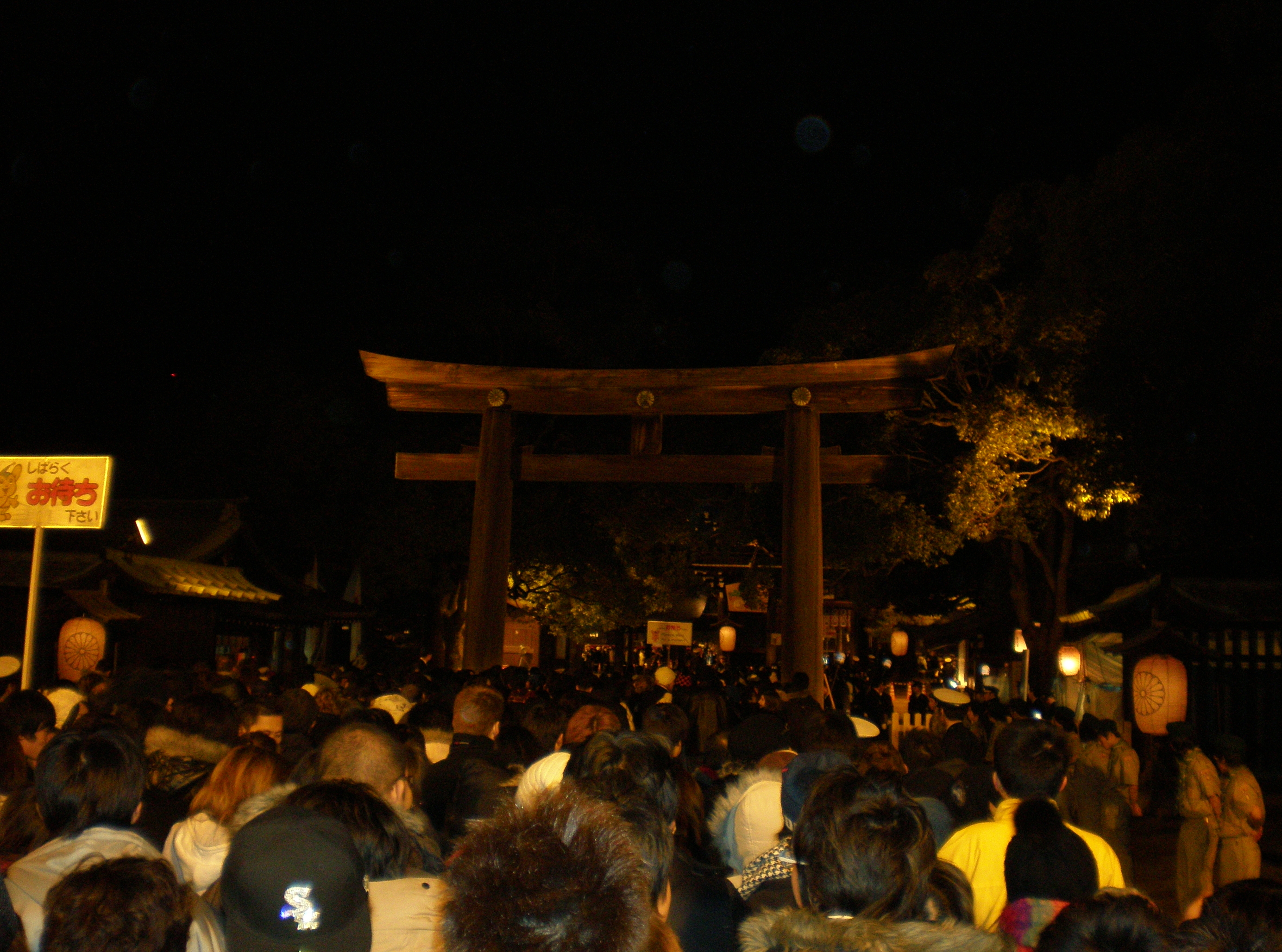
初詣に向かう人々

  - 初詣（1月1日・2日・3日の正月三が日を中心に）
  - 年賀状の配達
  - お年玉
  - 御節料理
  - 餅（雑煮・鏡餅・餅まき）
  - 全日本実業団駅伝（ニューイヤー駅伝）
  - 天皇杯全日本サッカー選手権大会・決勝
  - 箱根駅伝（2日は往路・3日は復路）
- 初売（公式には2日）
- 初仕事
- 外国における金融市場の取引開始（現地2日、当日が休日（土曜あるいは日曜）の場合は直後の平日）
- 御用始め・大発会（1月4日、当日が休日（土曜あるいは日曜）の場合は直後の平日）
  - 日本の官公庁や金融機関では、この日から通常業務を開始する。